# 三環天竺鯛
三環天竺鯛（學名：Apogon tricinctus），為輻鰭魚綱鈎頭魚目天竺鯛科天竺鯛屬下的一個種，分布於西太平洋菲律賓海域，深度約22公尺，本魚體延長，長橢圓形，體稍側扁，頭大、眼大、口大且斜裂，頜齒細小，鋤骨和腭骨通常具齒，舌上無齒，前鰓蓋骨邊緣具鋸齒，鰓蓋骨後緣棘不發達，體被弱櫛鱗，身體顏色為紅色，體側中部有3條稍斜的灰棕色帶，前2條分別位於第一和第二背鰭中部下方，第三條橫跨尾柄前部，魚鰭呈紅色且半透明，背鰭硬棘7、背鰭軟條9-10枚、臀鰭硬棘1-2枚、臀鰭軟條8枚，體長可達5.7公分，棲息在陡峭的礁岩洞穴附近，屬肉食性，以小型無脊椎動物為食，夜行性，繁殖期時，雄魚具有口孵習性，卵約7日化成仔魚，由雄魚吐出，具短暫的仔魚飄浮期，生活習性不明。